# Elihu Thomson

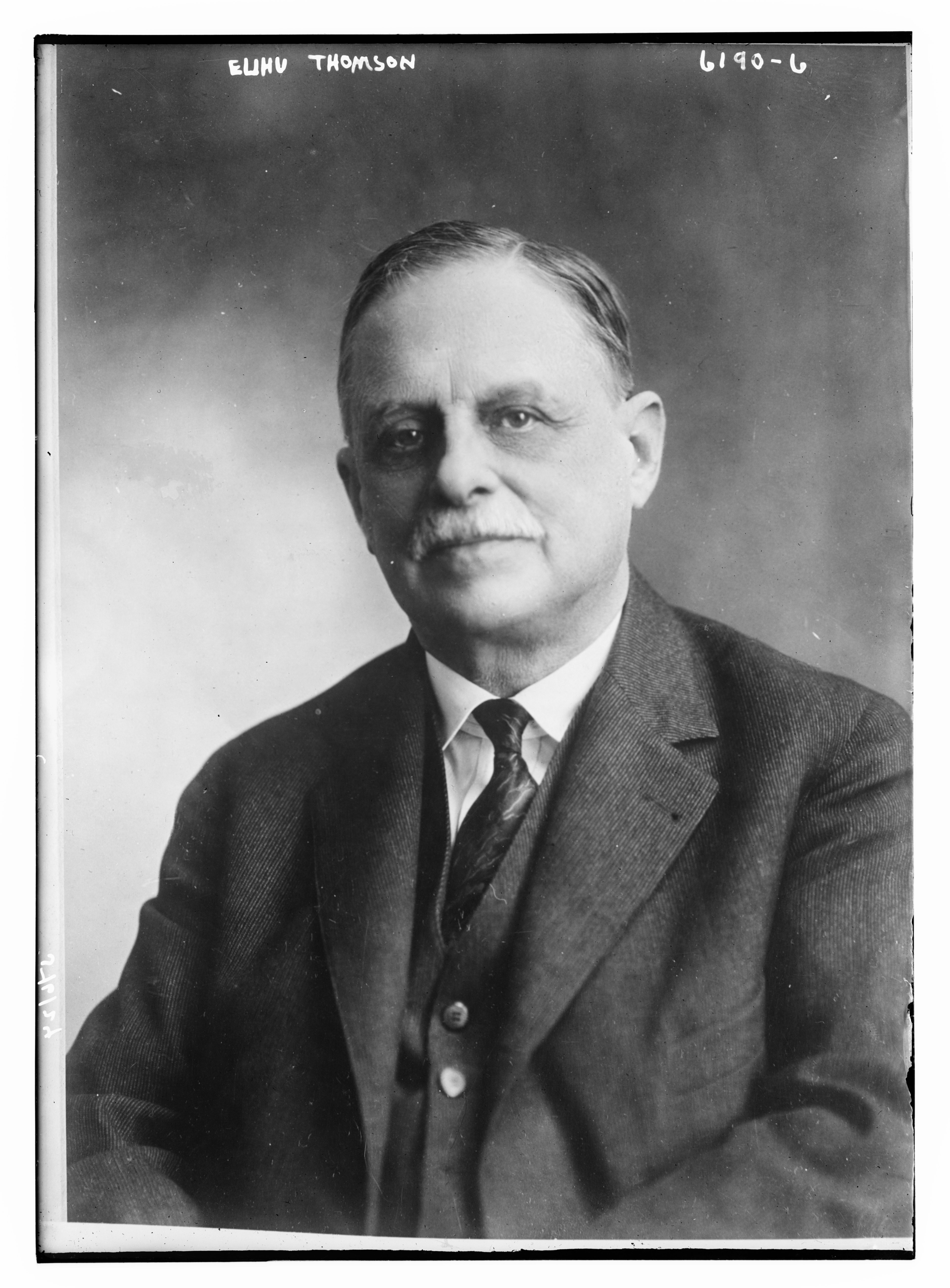
Elihu Thomson um 1900

Elihu Thomson (* 29. März 1853 in Manchester, England; † 13. Mai 1937 in Swampscott, Massachusetts) war ein bedeutender Elektroingenieur, Erfinder und Unternehmer.
Elihu Thomson wird die Erfindung des Widerstandsschweißens um 1877 zugerechnet. Er war an der Konstruktion von Röntgenapparaten, Lichtbogenlampen, Wechselstrommotoren führend beteiligt, forschte auch im Bereich der Wechselstromtechnik und meldete im Laufe seines Lebens hunderte von Patenten an. Der Thomsonsche Ringversuch zur Demonstration der Induktion geht auf ihn zurück.

## Leben und Wirken
Im Alter von fünf Jahren im Jahr 1858 emigrierte seine Familie von England nach Philadelphia in den USA. Er schloss die Central High School 1870 ab und bekam in den Folgejahren an dieser Schule eine Anstellung als Chemielehrer. 1880 wurde er Entwicklungschef bei der Firma American Electric Company, welches er einige Jahre später 1883 gemeinsam mit seinem früheren Lehrer Edwin J. Houston übernahm, und in Thomson-Houston Electric Company umbenannte. Aus dieser bildete sich 1892 nach einer Fusion mit der Edison General Electric Company die General Electric Company (GE). Darüber hinaus erinnern an Elihu Thomson die Firmenbezeichnungen Thomson (heute Technicolor) und Alstom. Thomson war bis zu seinem Lebensende Leiter des Forschungslabors von GE.
Elihu Thomson wurde 1888 in die American Academy of Arts and Sciences gewählt, 1894 wurde er Privatdozent am Massachusetts Institute of Technology (MIT). 1907 wurde er in die National Academy of Sciences gewählt und erhielt 1909 als erster die Edison-Medaille. Für seine Erfindungen und wissenschaftlichen Leistungen wurde er auch von anderen wissenschaftlichen Gesellschaften, Instituten und Staaten geehrt wie zum Beispiel vom Verein Deutscher Ingenieure (VDI), der ihm 1935 das VDI-Ehrenzeichen verlieh.
Elihu Thomson war in erster Ehe mit Mary Louise Peck seit 1884 verheiratet, aus der Ehe gingen vier Kinder hervor. Er starb im Mai 1937 auf seinem Anwesen in Swampscott, Massachusetts. Sein ehemaliges Wohnhaus in Swampscott dient heute als Rathaus der Stadt und ist als Elihu Thomson House im National Register of Historic Places eingetragen.